# Блокада (киноэпопея)
«Блока́да» — советская художественная киноэпопея о Великой Отечественной войне, состоящая из четырёх фильмов и снятая в 1973—1977 годах режиссёром Михаилом Ершовым по одноимённому роману Александра Чаковского.
Первые 2 фильма (1974) вышли на экраны 17 февраля 1975 года, 3 и 4 фильмы (1977) — 24 апреля 1978 года.

## Сюжет
Киноэпопея посвящена мужеству и стойкости, проявленным советскими людьми в тяжёлые дни обороны и блокады Ленинграда в 1941—1942 годах. Сюжет киноэпопеи повествует историю того, как простые ленинградцы пережили блокаду и как Ставкой Верховного Главнокомандования была организована оборона города.
Фильм 1 «Лужский рубеж»
Фильм 2 «Пулковский меридиан»
Фильм 3 «Ленинградский метроном»
Фильм 4 «Операция „Искра“»

## В ролях
- Юрий Соломин — Алексей Васильевич Звягинцев, майор/подполковник
- Евгений Лебедев — Иван Максимович Королёв, рабочий Кировского завода, комиссар Дивизии Народного Ополчения
- Ирина Акулова — Вера Ивановна Королёва
- Лев Золотухин — Павел Максимович Королёв, полковник, начальник оперативного отдела
- Владислав Стржельчик — Фёдор Васильевич Валицкий, архитектор, ополченец
- Александр Разин — Анатолий Фёдорович Валицкий, сын Валицкого
- Борис Горбатов — Иосиф Виссарионович Сталин
- Сергей Харченко — Андрей Александрович Жданов
- Даниил Сагал — Климент Ефремович Ворошилов
- Василий Минин — Семён Константинович Тимошенко
- Валентин Абрамов — Борис Михайлович Шапошников, начальник Генштаба
- Анатолий Вербицкий — Николай Герасимович Кузнецов
- Михаил Ульянов — Георгий Константинович Жуков
- Роман Громадский — Алексей Александрович Кузнецов
- К. Малахов — Маркиан Михайлович Попов
- Станислав Фесюнов — Иван Иванович Федюнинский
- Юрий Мальцев — Михаил Семёнович Хозин
- Александр Афанасьев — Иосиф Нестерович Ковалёв, начальник связи
- Владимир Лидо — Николай Васильевич Городецкий
- Юрий Куранин — Пётр Петрович Евстигнеев, начальник разведывательного отдела штаба фронта, комбриг
- Юрий Алексеев — Константин Павлович Пядышев
- Олег Корчиков — Козин, парторг Кировского завода
- Лев Лемке — Исаак Моисеевич Зальцман, директор Кировского завода, заместитель наркома танковой промышленности СССР
- Сергей Полежаев — Александр Николаевич Поскрёбышев (часть вторая)
- Василий Корзун — Кравцов, чекист
- Николай Федорцов — Суровцев
- Николай Трофимов — Евгений Иванович Пастухов
- Иван Краско — Горелов, старший лейтенант
- Николай Кузьмин — Жогин, бывший кулак
- Алексей Преснецов — Леонид Александрович Говоров
- Владимир Воронов[к 1] — генерал-полковник артиллерии Николай Николаевич Воронов
- Игорь Комаров — Михаил Павлович Духанов
- Герберт Дмитриев — Дмитрий Николаевич Гусев, начальник штаба Ленинградского фронта
- Герман Хованов — Афанасий Митрофанович Шилов, генерал-майор
- Олег Хроменков — Борис Владимирович Бычевский, начальник инженерных войск
- Йонас Лалас — Борис Владимирович Бычевский, начальник инженерных войск
- Анатолий Алидин — Виктор Сергеевич Чорохов
- Рудольф Челищев — Виктор Сергеевич Чероков
- Владимир Трещалов — полковник Никифор Матвеевич Замировский
- Сергей Филиппов — Василий Маркелович Губарев
- Георгий Гегечкори — Реваз Баканидзе
- Данута Столярская — Ольга Фёдоровна Берггольц
- Станислав Станкевич — Адольф Гитлер
- Юозас Будрайтис — Арним Данвиц, офицер танковых войск Вермахта
- Сергей Смеян — Франц Гальдер
- Борис Ситко — Герман Вильгельм Геринг
- Владимир Зельдин — Вильгельм фон Лееб
- Валентин Иванов — Иоахим фон Риббентроп
- Александр Бершадский — Генрих Гиммлер
- Сергей Чернов — Йозеф Геббельс
- Виктор Бурхарт — Гейнц Вильгельм Гудериан
- Анатолий Шведерский — Эрих фон Манштейн
- Радий Афанасьев — Георг Линдеман
- Д. Образцов — Вильгельм Кейтель

## В эпизодах
- Валентина Балабина — Мария Антоновна, супруга архитектора Валицкого
- Юрий Башков — военком
- Игорь Безгин — генерал Новиков, начальник ВВС
- Сергей Дворецкий
- Леонтина Дёмина
- Валерий Доронин
- Вячеслав Жолобов
- Дмитрий Зебров
- Владимир Калиш
- Владимир Карпенко
- Анатолий Королькевич — водитель трамвая, застреленный Данвицем
- Василий Краснов — комкор, командир стрелкового корпуса, выступающий на совещании
- Николай Левицкий
- Виталий Леонов
- Василий Леонов
- Любовь Малиновская — Мария, тётя Веры
- Александр Массарский
- Людмила Нилова
- Мирослав Павлюченко
- Павел Первушин — дядя Егор
- Альберт Печников — Рослый, моряк с миноносца «Ленинград»
- Владимир Садовников
- Валерий Скоропад
- Юрий Алексеев — Пядышев (часть первая, в титрах не указан)
- Майя Блинова — дежурная в гостинице (часть первая, в титрах не указана)
- Виталий Матвеев (часть первая, в титрах не указан) — шофёр ушедшего под лед Ладоги грузовика
- Юрий Дедович — Павлов (часть вторая)
- Павел Кашлаков (часть вторая)
- Владимир Сидоров (часть вторая)
- Юрий Рашкин (часть вторая)
- Александр Захаров — Вольф, немецкий генерал (часть вторая)
- Виктор Терехов — Краснов, генерал (часть вторая)
- Сергей Брянцев (часть вторая)
- Эрнст Романов — работник ленинградского радио (часть вторая)
- Нина Чекмарёва (часть вторая)
- Азамат Багиров (часть вторая)
- Зинаида Дорогова — мать Веры (часть вторая)
- Ирина Степанова (часть вторая)
- Екатерина Мелентьева (часть вторая)
- Нина Василькова (часть вторая)
- Валерий Смоляков — приятель Данвица, командир тяжёлой артиллерии (часть вторая)
- Роман Фертман (часть вторая)
- Борис Аракелов — солдат, закрывший дзот (часть вторая)
- Герман Колушкин — водитель Звягинцева, мечтавший о медали «За отвагу» (часть вторая)
- Николай Волков (часть вторая)
- Наталья Антонова (часть вторая)
- Игорь Михайлов (часть вторая)
- Александр Липов — Холопов, ефрейтор (часть вторая)
- Марина Юрасова (часть вторая)
- Жанна Сухопольская (часть вторая)
- Владимир Волчик — работник ленинградского радио (часть вторая)
- Михаил Васильев (часть вторая)
- Николай Гаврилов (часть вторая)
- Алексей Ерин (часть вторая)
- Аркадий Пышняк (часть вторая)
- Станислав Соколов — Соколов, начальник штаба (часть вторая)
- Анна Трубачёва (часть вторая)
- Михаил Петров (часть вторая)
- Евгений Горюнов (часть вторая, в титрах не указан)

- Тексты читают — Юрий Левитан, Николай Александрович

### Озвучивание
- Николай Александрович — чтение текста за кадром
- Игорь Ефимов

## Съёмочная группа
- Авторы сценария — Арнольд Витоль, Александр Чаковский.
По роману Александра Чаковского
- Постановка — Михаила Ершова
- Главный оператор — Анатолий Назаров
- Главный художник — Михаил Иванов
- Композитор — Вениамин Баснер
- Текст песен — Михаила Матусовского
- Звукооператор — Ирина Волкова
- Режиссёры — Ю. Макаров, Л. Петрова, Г. Черняев
- Операторы — Константин Соловьёв, Аполлинарий Дудко, В. Масеев, В. Фёдоров
- Главные военные консультанты — генерал армии И. И. Федюнинский, генерал-полковник А. И. Грибков (во второй части уже — генерал армии)
- Художники по костюмам — Татьяна Острогорская, Т. Царёва
- Художники-гримёры — А. Ершова, О. Смирнова
- Художники-декораторы — А. Драчук-Попова, Елизавета Урлина, Е. Фомина, Ю. Пашигорев, Л. Смелова, Н. Драчук
- Художники-фотографы — А. Загер, А. Кулешов
- Редакторы — Дмитрий Молдавский, Ирина Тарсанова
- Монтажёры — Е. Шкультина, Г. Баранова
- Ассистенты:
  - режиссёра — Г. Иванова, Л. Власенко, В. Быченков, А. Ярошевский, М. Цветкова, В. Ситник, Ю. Риверов, Т. Понасенкова, Т. Кулькова
  - оператора — С. Кацев, В. Кирюхин, Л. Голубев
  - художника — Т. Царёва, А. Колощук
  - по реквизиту — Н. Вейтцель, Р. Антонова
  - монтажёра — Н. Иванова, О. Пунченок
- Мастер-костюмер — И. Евсеева
- Мастера-реквизиторы — Ю. Бабурина, Л. Иванова
- Мастер света — Б. Смирнов
- Комбинированные съёмки:
  - Операторы — Александр Завьялов, Георгий Сенотов
  - Художники — Е. Владимиров, Б. Михайлов
- Консультанты:
  - полковник Е. Тимохин, полковник С. Туляков, полковник Г. Пухов, Г. Греммер, П. Петров, О. Харитонов
- Мастера-пиротехники — В. Юрченко, А. Яковлев
- Помощник режиссёра — Н. Манохина
- Постановщик трюковых эпизодов — Александр Массарский[к 2]
- Оркестр Ленинградской государственной Филармонии имени Д. Д. Шостаковича
  - Дирижёры — Юрий Темирканов, Александр Дмитриев (во второй части)
- Административная группа — Б. Шейнин, Н. Денисова, О. Гориславец, А. Бунчукова, И. Штомпель, К. Варшавский
- Директора картины — Я. Фридман, Натан Печатников
- В съёмках участвовали войска ордена Ленина Ленинградского военного округа и моряки дважды Краснознамённого Балтийского флота
- В работе над фильмом принимали участие киностудия «ДЕФА» и актёры Германской Демократической Республики
- Фильм снят на плёнке производственного объединения «Свема»

## Технические данные
- Производство: Ленфильм
- Художественный фильм, из четырёх частей, широкоформатный, цветной

## Прокат
В кинотеатрах СССР «Лужский рубеж» и «Пулковский меридиан» посмотрели 27,7 млн зрителей; «Ленинградский метроном» и «Операция „Искра“» — 17,4 млн.
В ПНР «Лужский рубеж» и «Пулковский меридиан» посмотрели 1,227 млн зрителей в 1975.

## Награды
1978 — 11 Всесоюзный кинофестиваль в Ереване: Почётный диплом жюри. Фильм показан вне конкурса.